# WaveBird
O WaveBird é um controlador de jogo sem fio para o Gamecube da Nintendo. O Wavebird foi o primeiro controle sem-fio lançado oficialmente pela mesma empresa responsável pelo console (excluindo o NES Satellite). O Wavebird utiliza os mesmos plásticos, componentes (direcional analógico, botões etc.) e design dos controles normais do Gamecube, adicionando a funcionalidade wireless e uma entrada para baterias. A única característica que o Wavebird não tem em relação ao controle normal é a função Rumble, já que os motores que produzem as vibrações iriam reduzir drasticamente a vida útil de suas baterias.
A ideia do controle sem fio acabou tornando-se padrão na próxima geração de consoles, já todos os 3 principais videogames de 7ª geração (Playstation 3 da Sony, Xbox 360 da Microsoft e Wii da Nintendo) usam esta tecnologia, porém ela é diferente no sentido de que são controles que se conectam via Bluetooth e não ondas de rádio com é o caso do wavebird.
- Até 16 controles Wavebirds podem ser utilizados em uma mesma área, desde que cada um tenha seu respectivo receptor.
- A distância máxima oficial de uso é de 20 metros, mas algumas pessoas já conseguiram fazer o controle funcionar em uma distância de 60-70 metros.
- O Wavebird é vendido nos Estados Unidos e no Canadá nas cores cinza-claro e platina, que foi lançado separadamente em Novembro de 2003 para combinar com a versão do console da mesma cor.
- O nome Wavebird é uma referência ao codinome do Gamecube durante seu desenvolvimento, Dolphin.